# Service international pour les droits de l'homme
 (mai 2023).
Le Service international pour les droits de l'homme (International Service for Human Rights en anglais) ou ISHR, est une organisation non gouvernementale non lucrative basée à Genève et New York, qui promeut la défense des droits de l'homme via le soutien aux défenseurs des droits de l'homme.